# Liste der Bodendenkmale in Appel
In der Liste der Bodendenkmale in Appel sind alle Bodendenkmale der niedersächsischen Gemeinde Appel aufgelistet. Die Quelle ist der Denkmalatlas Niedersachsen. Der Stand der Liste ist der 28. Oktober 2024.

## Allgemein
In den Spalten finden sich folgende Informationen des Bodendenkmales :
- Lage        : geographische Koordinaten
- Bezeichnung : Bezeichnung lt. Denkmalatlas
- Beschreibung: Beschreibung lt. Denkmalatlas
- ID          : Objekt-ID
- Bild        : Bild, ggf. zusätzlich mit Link zu weiteren Fotos im Medienarchiv Wikimedia Commons.

## Appel
| Lage                        | Bezeichnung          | Beschreibung | ID       | Bild |
| --------------------------- | -------------------- | --- | -------- | ---- |
| 53° 22′ 14″ N, 9° 46′ 18″ O | Appel 5, Grabhügel   | Flach, Dm. 12 m; H. 0,8 m. Oberfläche abgeflacht und trägt ältere Eingrabungsspuren. | 28957757 | BW   |
| 53° 24′ 0″ N, 9° 45′ 46″ O  | Appel 18, Grabhügel  | Groß, hoch, gut erhalten, Dm. 20 m und erhaltene Höhe 1,5 m. | 28957760 | BW   |
| 53° 24′ 1″ N, 9° 45′ 46″ O  | Appel 19, Grabhügel  | Ehemals rund, Dm. 12 m; H. 1,2 m. Stark zerwühlt durch jüngere Eingriffe. | 28957764 | BW   |
| 53° 24′ 0″ N, 9° 45′ 45″ O  | Appel 20, Grabhügel  | Breit, flach, Dm. 15 m und erhaltene H. 0,7 m. Im Süden und Osten durch Anlage von Wegen erheblich angeschnitten, etwa die Hälfte ist abgetragen.                                                                    | 28957758 | BW   |
| 53° 21′ 58″ N, 9° 44′ 24″ O | Appel 27, Grabhügel  | Kräftig gewölbt, Dm. 12 m und Höhe ca. 1 m. Durch Forstarbeiten mehrfach überpflügt, jetzt in Douglasienschonung gelegen.                                                                                            | 28957763 | BW   |
| 53° 21′ 59″ N, 9° 44′ 24″ O | Appel 28, Grabhügel  | Kräftig gewölbt mit steilem Rand. Dm. 12 m, erhaltene H. 1,2 m. Eine alte Eingrabung in der Mitte. | 28957765 | BW   |
| 53° 22′ 55″ N, 9° 45′ 53″ O | Appel 45, Grabhügel  | Hälfte eines großen, stark gewölbten Grabhügels, heute von zwei Eichen bestanden. Dm. ursprünglich ca. 32 m. Eine Seite durch Sandabgrabungen zerstört. Bereits auf der Kurhannoverschen Landesaufnahme verzeichnet. | 28958762 | BW   |
| 53° 23′ 22″ N, 9° 45′ 53″ O | Appel 47, Grabhügel  | Flach, Dm. 15 m; H. 0,8 m. Mitten im Acker gelegen und heute mit Bäumen bestanden, Ränder teilweise weggepflügt. | 28958763 | BW   |
| 53° 23′ 24″ N, 9° 45′ 49″ O | Appel 48, Grabhügel  | Breit, flach, Dm. 15 m, erhaltene H. 0,7 m. Durch alte Eingrabung, wahrscheinlich Hackfruchtmieten, gestört. | 28958764 | BW   |
| 53° 23′ 25″ N, 9° 45′ 50″ O | Appel 49, Grabhügel  | Breit, flach, Dm. 15 m, H. 0,8 m. Durch alte Eingrabungen für Hackfruchtmieten gestört. | 28958759 | BW   |
| 53° 23′ 14″ N, 9° 45′ 14″ O | Appel 52, Grabhügel  | Groß, kräftig gewölbt, Dm. 15 m, erhaltene H. 1,2 m. Große Eingrabung in der Mitte weist auf eine alte Raubgrabung hin.                                                                                              | 28958766 | BW   |
| 53° 23′ 14″ N, 9° 45′ 13″ O | Appel 53, Grabhügel  | Groß, kräftig gewölbt, Dm. 15 m, erhaltene H. 1 m. Große Eingrabung in der Mitte weist auf eine alte Raubgrabung hin.                                                                                                | 28958757 | BW   |
| 53° 23′ 14″ N, 9° 45′ 12″ O | Appel 54, Grabhügel  | Groß, kräftig gewölbt. Dm. 15 m, erhaltene H. 1,6 m. Runde Eingrabung in der Mitte weist auf eine alte Raubgrabung hin.                                                                                              | 28958767 | BW   |
| 53° 22′ 17″ N, 9° 44′ 25″ O | Appel 70, Grabhügel  | Gleichmäßig gewölbt, Dm. 10 m, erhaltene H. 0,9 m. | 28958772 | BW   |
| 53° 22′ 17″ N, 9° 44′ 26″ O | Appel 71, Grabhügel  | Sehr flach mit deutlich abgesetztem Rand. Dm. 8 m, erhaltene H. 0,6 m. | 28958774 | BW   |
| 53° 22′ 12″ N, 9° 44′ 24″ O | Appel 72, Grabhügel  | Hügelartige Struktur, Maße: 30 × 10 × 1,20 m. In ganzer L. tiefe Eingrabung, vermutlich zerstörtes Großsteingrab der Jungsteinzeit.                                                                                  | 28958775 | BW   |
| 53° 24′ 18″ N, 9° 46′ 7″ O  | Appel 76, Grabhügel  | Gleichmäßig gewölbt, Durchmesser ca. 12 m und erhaltene Höhe ca. 1 m. | 28958773 | BW   |
| 53° 24′ 23″ N, 9° 46′ 32″ O | Appel 77, Grabhügel  | Groß, breit, Dm. 20 m und erhaltene H. 1 m. Oberfläche stark zerwühlt. | 28958776 | BW   |
| 53° 24′ 23″ N, 9° 46′ 35″ O | Appel 78, Grabhügel  | Groß, äußerlich unversehrt, Dm. 17 m und erhaltene H. 1,20 m. | 28958777 | BW   |
| 53° 24′ 21″ N, 9° 46′ 35″ O | Appel 79, Grabhügel  | Sehr groß, Dm. 20 m und erhaltene H. 1,5 m. Äußerlich unbeschädigt. | 28958779 | BW   |
| 53° 24′ 16″ N, 9° 46′ 27″ O | Appel 80, Grabhügel  | Groß, gleichmäßig gewölbt, Dm. 20 m und erhaltene Höhe 1,5 m. | 28958780 | BW   |
| 53° 24′ 16″ N, 9° 46′ 25″ O | Appel 81, Grabhügel  | Breit, gleichmäßig gewölbt, Dm. 20 m und erhaltene H. 1 m. Südseite leicht beschädigt und nachträglich wieder ausgebessert.                                                                                          | 28958781 | BW   |
| 53° 24′ 15″ N, 9° 46′ 30″ O | Appel 82, Grabhügel  | Sanft gewölbt, Dm. 15 m und erhaltene Höhe 0,9 m. Eine alte Eingrabung in der Mitte. | 28958878 | BW   |
| 53° 24′ 5″ N, 9° 46′ 1″ O   | Appel 84, Grabhügel  | Flach gewölbt, dicht mit Fichten bepflanzt. Dm. 15 m, erhaltene Höhe 0,9 m. | 28953993 | BW   |
| 53° 24′ 5″ N, 9° 45′ 55″ O  | Appel 85, Grabhügel  | Wuchtig, kräftig gewölbt, Dm. 20 m und erhaltene Höhe 1,8 m. | 28953992 | BW   |
| 53° 24′ 4″ N, 9° 45′ 44″ O  | Appel 86, Grabhügel  | Ursprünglich flach gewölbt, 15 m Dm. und Höhe 1 m. Gärtnerisch umgestaltet und für den Laien kaum noch erkennbar. | 28958882 | BW   |
| 53° 24′ 6″ N, 9° 45′ 38″ O  | Appel 87, Grabhügel  | Kräftig gewölbt, Dm. 15 m und erhaltene Höhe 1,2 m. Kleine, alte Eingrabung in der Mitte. Unmittelbare Umgebung gärtnerisch stark umgestaltet, der Hügel aber weitgehend geschont.                                   | 28958881 | BW   |
| 53° 24′ 6″ N, 9° 45′ 38″ O  | Appel 88, Grabhügel  | Klein, kräftig gewölbt, Dm. 6 m und erhaltene H. 0,8 m. | 28958884 | BW   |
| 53° 23′ 1″ N, 9° 45′ 53″ O  | Appel 100, Grabhügel | Hochäckersystem unter Wald erhalten. Darin Trasse eines N-S verlaufenden Altwegs. | 28958883 | BW   |
| 53° 25′ 11″ N, 9° 44′ 25″ O | Appel 106, Grabhügel | Wuchtig mit steilem Rand. Dm. 22 m, erhaltene Höhe 2,5 m. Große, alte Eingrabung in der Mitte, vermutlich ehemalige Beobachtungsstelle.                                                                              | 28958886 | BW   |
| 53° 25′ 2″ N, 9° 44′ 56″ O  | Appel 109, Grabhügel | Kräftig gewölbt, Dm. 20 m, erhaltene Höhe 1,8 m. Zahlreiche Kaninchenbauten, Mitte eingesunken, sonst gut erhalten.                                                                                                  | 28958887 | BW   |
| 53° 25′ 2″ N, 9° 44′ 58″ O  | Appel 110, Grabhügel | Kräftig gewölbt, Dm. 25 m und erhaltene Höhe 2,4 m. In der Mitte eine alte Eingrabung erkennbar. Umlaufender Graben ist vermutlich ein Schützengraben.                                                               | 28958888 | BW   |
| 53° 24′ 17″ N, 9° 45′ 42″ O | Appel 112, Grabhügel | Kräftig gewölbt, Dm. ca. 18 m, erhaltene Höhe ca. 1,2 m. | 28958889 | BW   |
| 53° 23′ 12″ N, 9° 45′ 14″ O | Appel 124, Grabhügel | Rund, Dm. 16 m, erhaltene H. 1,2 m. Am O-Rand eine spätere Erdaufschüttung. | 28958890 | BW   |
| 53° 23′ 15″ N, 9° 45′ 12″ O | Appel 125, Grabhügel | Oval, etwa N-S orientiert. Länge 22 m, Breite 12 m, erhaltenen Höhe bis 1,3 m. Mehrere Tierbauten. | 28958891 | BW   |

### Appel 30
- ID:28957761
- Parzelle mit dicht gedrängten Grabhügeln, dazwischen verlaufen Wegespuren und Hochackerwälle. Sie liegen auf einem flachen Absatz über einem tiefer eingeschnittenen Bachtal auf einem sanften Südhang. Bekannt sind 14 Grabhügeln die zwischen 4 und 18 m im Dm. bei erhaltenen Höhen zwischen 0,3 und 1,20 m. Bisher sind keine Ausgrabungen oder Funde bekannt, allerdings weisen einige Hügel Kopfstiche auf. Wahrscheinlich handelt es sich um eine älter- und mittelbronzezeitliche sowie früheisenzeitliche Nekropole. In dieser Geschlossenheit und Lage hat sie Seltenheitswert im Ldkr. Harburg und ist besonders schützenswert.

| Lage                       | Bezeichnung | Beschreibung                                                                                            | ID       | Bild |
| -------------------------- | ----------- | --- | -------- | ---- |
| 53° 23′ 6″ N, 9° 45′ 53″ O | Appel 30    | Sehr flach, Rand verfließend. Dm. 14 m; H: 0,4 m. Vermutlich überpflügt.                                | 28957766 | BW   |
| 53° 23′ 6″ N, 9° 45′ 54″ O | Appel 31    | Kräftig gewölbt, Dm. 14 m; H: 0,15 m. Durch Tiere zerwühlt mit Einsenkung in der Mitte.                 | 28957767 | BW   |
| 53° 23′ 5″ N, 9° 45′ 53″ O | Appel 32    | Klein, deutlich gewölbt, Dm. 4 m, erhaltene H. 0,5 m.                                                   | 28957759 | BW   |
| 53° 23′ 5″ N, 9° 45′ 50″ O | Appel 33    | Stark zerwühlter Grabhügel, Dm. 11 m, erhaltene H. 0,7 m.                                               | 28957768 | BW   |
| 53° 23′ 5″ N, 9° 45′ 52″ O | Appel 34    | Flach, stark zerwühlt, Dm. 10 m, erhaltene H. 0,6 m.                                                    | 28957769 | BW   |
| 53° 23′ 5″ N, 9° 45′ 53″ O | Appel 35    | Kräftig gewölbt, Dm. 14 m, erhaltene H. 1,5 m. Zentral eine alte Einsenkung oder Eingrabung.            | 28957770 | BW   |
| 53° 23′ 5″ N, 9° 45′ 51″ O | Appel 36    | Klein, zerwühlt, Dm. 7 m, erhaltene H. 0,5 m.                                                           | 28957771 | BW   |
| 53° 23′ 5″ N, 9° 45′ 52″ O | Appel 37    | Klein, leicht gewölbt, Dm. 8 m, erhaltene H. 0,8 m. Leicht durch Tiere zerwühlt.                        | 28957867 | BW   |
| 53° 23′ 4″ N, 9° 45′ 52″ O | Appel 38    | Klein, flach, Dm. 4 m, erhaltene H. 0,4 m. Leicht von Tieren zerwühlt.                                  | 28957868 | BW   |
| 53° 23′ 4″ N, 9° 45′ 52″ O | Appel 39    | Sehr klein, Dm. 4,5 m, erhaltene H. 0,3 m. Oberfläche zerwühlt.                                         | 28957870 | BW   |
| 53° 23′ 4″ N, 9° 45′ 52″ O | Appel 40    | Klein, sehr flach, Dm. 6 m, erhaltene H. 0,3 m. Oberfläche zerwühlt.                                    | 28957871 | BW   |
| 53° 23′ 4″ N, 9° 45′ 52″ O | Appel 41    | Mäßig gewölbt, leicht zerwühlt, Dm. 8 m, erhaltene H. 0,6 m.                                            | 28957869 | BW   |
| 53° 23′ 4″ N, 9° 45′ 53″ O | Appel 42    | Gewölbt, Dm. 14 m, erhaltene H. 1 m. An der Oberfläche zerwühlt und wurde alt von der Seite angegraben. | 28958760 | BW   |
| 53° 23′ 4″ N, 9° 45′ 53″ O | Appel 43    | Kräftig gewölbt, Dm. 14 m, erhaltenen H. 1,4 m. Oberfläche leicht zerwühlt.                             | 28958761 | BW   |

### Appel 60
- ID:28958879
- Grabhügelfeld mit 4 erhaltenen Grabhügeln; Dm. 10 – 15 m, H. 0,70 – 1 m. Liegt in Kiefernwald.

| Lage                        | Bezeichnung | Beschreibung                                                             | ID       | Bild |
| --------------------------- | ----------- | ------------------------------------------------------------------------ | -------- | ---- |
| 53° 23′ 14″ N, 9° 44′ 55″ O | Appel 60    | Breit, flach, Dm. 15 m und H. 0,9 m. Eine alte Eingrabung in der Mitte.  | 28958768 | BW   |
| 53° 23′ 12″ N, 9° 44′ 57″ O | Appel 61    | Flach, Dm. 13 m und H. 1 m. Teilweise gestört durch alte Schützenlöcher. | 28958769 | BW   |
| 53° 23′ 13″ N, 9° 44′ 59″ O | Appel 62    |                                                                          | 28958770 | BW   |
| 53° 23′ 12″ N, 9° 45′ 0″ O  | Appel 63    |                                                                          | 28958771 | BW   |